# 拉博克山
73°13′S 169°8′E / 73.217°S 169.133°E
拉博克山（Mount Lubbock），是南極洲的山峰，位於維多利亞地的博克格雷溫克海岸，處於瓊斯角以北的丹尼爾半島南端，海拔高度1,630米，在1841年1月由詹姆斯·克拉克·羅斯發現，現時由南極條約體系管理。